# Titanic – Das Musical
Titanic – Das Musical ist ein Musical von Maury Yeston (Musik) und Peter Stone (Libretto) über den Untergang der Titanic am 14/15. April 1912.
Die Uraufführung fand am 23. April 1997 am Lunt-Fontanne Theatre am Broadway in New York statt.

## Handlung

### 1. Akt
Für den Konstrukteur Thomas Andrews ist die Titanic eine weitere Meisterleistung der Menschheit (Zu allen Zeiten). Der Heizer Frederic Barrett erscheint gemeinsam mit seiner Verlobten am Hafen von Southampton (Bist du ein Traum, Titanic?) und verabschiedet sich von ihr (Lebe wohl). Zu ihm gesellen sich Frederick Fleet und der Funker Harold Bride, die ebenso das neue Schiff bewundern, dabei trifft die restliche begeisterte Besatzung ein (Stolz der See). J. Bruce Ismay, Thomas Andrews und Kapitän Edward J. Smith gratulieren einander, Eigentümer, Konstrukteur und Kapitän von dem gewaltigsten beweglichen Objekt der Welt zu sein. In der Dritten Klasse verliebt sich Kate McGowan auf den ersten Blick in Jim Farrell und hofft mit zwei weiteren irischen Auswanderinnen namens Kate auf einen Neubeginn in Amerika (Ich muss auf dieses Schiff). Auch die Passagiere der Zweiten Klasse freuen sich auf die Jungfernfahrt (Ich muss auf dieses Schiff). Unter ihnen befindet sich Alice Beane, welche sich von der Begegnung mit den Passagieren der Ersten Klasse mehr von Leben erhofft, als was sie bisher mit ihrem Mann Edgar hatte. Sie kennt alle wichtigen Persönlichkeiten und Millionäre der Ersten Klasse aus der Presse (Mrs Beane / Aufmarsch der Ersten Klasse). Nachdem die Passagiere der Ersten Klasse an Bord gegangen sind, sticht die Titanic in See und die versammelte Gesellschaft wünscht ihr eine sichere Überfahrt (Gute Fahrt).
Nun lernt man die Besatzung und Passagiere der Titanic näher kennen. Der Heizer Barett wünscht sich eines Tages nicht mehr im Kesselraum arbeiten zu müssen (Baretts Lied). Der Chefsteward der Ersten Klasse Henry Etches sorgt mit seinen Kollegen für das Wohlergehen der Millionäre (Eine Zeit voller Glanz und Pracht). Ismay drängt Kapitän Smith die Jungfernfahrt mit der Titanic nach New York in Rekordzeit zurückzulegen. Der Kapitän erhöht deshalb die Geschwindigkeit, schlägt eine nördlichere (kürzere) Route ein und ignoriert Eisbergwarnungen. Ismay möchte die Titanic unbedingt zu einer Legende machen und wendet sich mit seinem Anliegen auch an Andrews. Die Passagiere der Dritten Klasse träumen von einem Neuanfang in Amerika (In Amerika). Der Funker Bride hilft dem Heizer Barett bei der Formulierung seines Heiratsantrages (Der Heiratsantrag / Die Nacht hallte wider). Alice Beane schleicht sich zu den Passagieren der Ersten Klasse und tanzt mit ihnen auf dem Deck zu Ragtime-Musik (Gott steh mir bei / Beim Klang der Ragtime-Band). Als ihr Mann Edgar das erfährt, kommt es zu einem Streit zwischen den beiden (Ich will mehr). Die Offiziere Charles Lightoller, William Murdoch und der Rudergänger Robert Hichens übernehmen unter Kapitän Smith die Verantwortung auf der Brücke. Fleet überwacht aus dem Krähennest die Fahrt über das Meer (Kein Mond).
Am 14. April 1912 gegen 23:40 Uhr kollidiert die Titanic mit einem Eisberg.

### 2. Akt
Die Passagiere der Ersten und Zweiten Klasse erahnen das Ausmaß der Katastrophe zunächst nicht, selbst als sie sich mit Schwimmwesten im großen Saal versammeln (Im Schlafanzug im großen Saal). Währenddessen kommen Kapitän Smith, seine Offiziere und Ismay aufgrund von Andrews Inspektionen zu der Erkenntnis, dass die Titanic in den nächsten Stunden sinken wird.
Während sich die Passagiere der Ersten und Zweiten Klasse bei den Rettungsbooten versammeln, wird der Dritten Klasse der Weg nach oben durch Gitter versperrt. Da zu wenig Rettungsboote vorhanden sind, gibt es nur noch die Möglichkeit alle Passagieren zu retten: Es muss ein anderes Schiff zu Hilfe kommen. Doch Brides Seenotsignale bleiben unbeantwortet und so verschwindet auch die letzte Hoffnung. Während Ismay alle außer sich selbst für den bevorstehenden Untergang verantwortlich macht, suchen Kapitän Smith und Andrews die Schuld bei sich (Die Schuldfrage).
Bei den Rettungsbooten spielen sich dramatische Szenen ab und für viele Familien bedeutet das Trennung (Wir sehen uns wieder). Alice Beane zeigt in ihren letzten gemeinsamen Minuten mit ihrem Mann Edgar Reue über ihr Verhalten. Kate und Jim nehmen voneinander Abschied, ohne zu ahnen, dass sie sich lebend wieder sehen werden. Ida Straus weigert sich in ein Rettungsboot zu steigen und bleibt mit ihrem Mann Isodor auf dem untergehenden Schiff (Wie vor aller Zeit).
Während Andrews verzweifelt die Ursache des Unglücks zu ergründen sucht (Mr. Andrews' Vision) und Ismay sich auf ein Rettungsboot rettet, müssen sich die Zurückgebliebenen ihrem Schicksal stellen.
In den frühen Morgenstunden werden die Überlebenden von der Carpathia gerettet. Sie trauern über den Verlust von Menschen und Schiff. Die Überlebenden drücken die Hoffnung aus, dass sie eines Tages mit ihren verlorenen Lieben und verlassenen Träumen wiedervereinigt werden (Finale).

## Lieder
| - Ouvertüre - Zu allen Zeiten - Bist du ein Traum, Titanic? - Lebe wohl / Stolz der See / Das gewaltigste bewegliche Objekt - Ich muss auf dieses Schiff | - Mrs. Beane / Aufmarsch der Ersten Klasse - Gute Fahrt - Barretts Lied - Eine Zeit voller Glanz und Pracht - In Amerika | - Der Heiratsantrag / Die Nacht hallte wider - Gott steh mir bei / Beim Klang der Ragtime-Band - Ich will mehr - Kein Mond - Im Schlafanzug im großen Saal | - Die Schuldfrage - Wir sehen uns wieder - Wie vor aller Zeit - Mr. Andrews' Vision - Finale |

## Aufführungsorte
Nach der Uraufführung am Broadway fanden folgende Inszenierungen statt.
- Niederlande: 23. September 2001, Königliches Theater Carré, Amsterdam
- Deutschland: 7. Dezember 2002, Neue Flora, Hamburg
- Irland: 21. Mai 2005, The Grand Opera House, Belfast
- Belgien: Dezember 2005/Januar 2006 Opéra Royal de Wallonie, Lüttich & Charleroi
- Deutschland: 16. April 2007, Neue Flora, Hamburg (Konzertante Aufführung zu Gunsten der DGzRS)
- Deutschland: 28. Juni 2008 bis 20. Juli 2008, Domplatz Magdeburg (Inszenierung des Theaters Magdeburg)
- Deutschland: 25. Juni 2009 bis 12. Juli 2009, Domplatz Magdeburg (Inszenierung des Theaters Magdeburg)
- Deutschland: Freies Musical Ensemble Münster, November 2009 (semi-professionell)
- Schweiz: 10. Juli 2012 bis 30. August 2012, ThunerSeespiele (Schweizer Erstaufführung). Gekürzte Version mit zusätzlichen Schweizer Dialekt sprechenden Personen.
- Österreich: 20. Juli 2012 bis 11. August 2012 auf der Felsenbühne Staatz in einer Freiluft-Produktion (Österreichische Erstaufführung)
- Schweiz: 22. Juli 2015 bis 29. August 2015, Walensee-Bühne Walenstadt
- Deutschland: 14. Juli 2017 bis 20. August 2017, Bad Hersfelder Festspiele
- Deutschland: 4. Januar bis 6. Januar 2018, Stadttheater Ingolstadt (Gastspiel des Brünner Stadttheaters)
- Deutschland: 30. Juli 2019 bis 4. August 2019, Nationaltheater Mannheim
- Deutschland: 1. November bis 1. Dezember 2019, Freies Musical-Ensemble Münster (semi-professionell)
- Deutschland: 11. Juni bis 10. Juli 2021, Schwerin
- Österreich: 6. Februar bis 2. Juli 2022, Landestheater Linz
- Deutschland: ab 4. März 2023, Theater Osnabrück[1]
- Deutschland: 20. Oktober bis 12. November 2023, Freies Musical-Ensemble Münster (semi-professionell)[2]
- Deutschland: 3. Februar bis 11. Februar 2024, Kolping Musiktheater[3], CCS Schwäbisch Gmünd
- Österreich: 24. Februar bis 7. April 2024, Bühne Baden
- Deutschland: 25. Juli bis 14. September 2025, Freilichtspiele Tecklenburg[4]
- Deutschland: 29. Juli bis 3. August 2025, Schlossfestspiele Zwingenberg[5]

### Deutsche Erstaufführung
Die deutsche Fassung stammt von Wolfgang Adenberg. Sie wurde an der Neuen Flora in Hamburg von Dezember 2002 bis Oktober 2003 321 Mal gezeigt. Für die Produktion in Hamburg wurde das zusätzliche Liebesduett "Drei Tage" im zweiten Akt hinzugefügt.
Als deutsche Erstbesetzung traten unter anderen auf:
- Robin Brosch als Reeder Bruce Ismay
- Marina Edelhagen als Ida Straus.
- Michael Flöth als Kapitän Edward John Smith
- Martin T. Haberger als Edgar Beane.
- Wolfgang Höltzel als 1. Offizier William M. Murdoch
- Jens Janke als Funker Harold Bride
- Jessica Kessler als Kate Mullins.
- Ole Lehmann als Andrew Latimer.
- Robert Lenkey als Isidor Straus
- Carsten Lepper als Konstrukteur Thomas Andrews
- Masha Karell als Charlotte Cardoza
- Heiko Stang als 3. Offizier Herbert Pitman/Major
- Patrick Stanke als Heizer Frederic Barrett
- Jasmin Madwar als Kate McGowan
- Marius Sverrisson als Jim Farrell

Das Musical wurde 1997 in fünf Kategorien für den Tony Award nominiert und in all diesen ausgezeichnet: Bestes Musical, Beste Originalmusik, Bestes Musicallibretto, Beste Orchestrierung und Bestes Bühnenbild.